# Tréméreuc
Tréméreuc település Franciaországban, Côtes-d’Armor megyében. Lakosainak száma 728 fő (2022. január 1.). Tréméreuc Pleslin-Trigavou, Pleurtuit és Beaussais-sur-Mer községekkel határos.

## Népesség
A település népessége az elmúlt években az alábbi módon változott:
| Lakosok száma | 371  | 450  | 560  | 560  | 699  | 748  | 744  | 711  | 724  | 728  |
|               | 1968 | 1982 | 1990 | 2006 | 2013 | 2015 | 2017 | 2019 | 2020 | 2022 |